# Orianajea scutellata
Orianajea scutellata är en insektsart som beskrevs av Young 1986. Orianajea scutellata ingår i släktet Orianajea och familjen dvärgstritar. Inga underarter finns listade i Catalogue of Life.